# نوريا دي جيسبيرت
نوريا دي جيسبيرت (برشلونة، 6 أبريل 1949) سياسية ومحامية إسبانية. بين عامي 2010 و2015 شغلت منصب رئيسة برلمان كاتالونيا.

## السيرة الشخصية
نوريا دي جيسبيرت متزوجة ولديها أربعة أطفال. وهي أيضًا ابنة السياسي والمحامي إغناسي دي جيسبير إي جوردا، وحفيدة دوروتيا دي تشوبيتي الحامية والمتبرعة للعديد من الطوائف الكاثوليكية. تخرجت دي جيسبيرت في القانون من جامعة برشلونة ولديها أيضًا لقب مترجم قانوني من وزارة الشؤون الخارجية والتعاون الإسبانية. عملت كمحامية من عام 1971 إلى عام 1973. بدأت العمل كموظفة حكومية في عام 1974. في وقت لاحق في عام 1980 تم نقلها إلى العموميات.
تقديراً لمهمتها كمحامية، حصلت على وسام صليب القديس ريمون من بينافورت (1998)، ووسام الاستحقاق لخدمة الدفاع الإسباني (2002)، وميدالية نقابة المحامين في برشلونة (2004). وهي أيضًا عضوة في أكاديمية الفقه والتشريع بكاتالونيا منذ عام 2006.

## رئيسة مجلس النواب
في 16 ديسمبر 2010 تم انتخابها رئيسة لبرلمان كتالونيا في الدورة التأسيسية للبرلمان للهيئة التشريعية التاسعة، كونها أول امرأة تشغل هذا المنصب في كتالونيا. في بداية الدورة التشريعية العاشرة في 17 ديسمبر 2012 أعيد انتخابها لهذا المنصب. نظرًا لعدم خوضها الانتخابات البرلمانية الكتالونية لعام 2015 لم يعد بالإمكان إعادة انتخابها. في بداية الدورة التشريعية الحادية عشرة في أكتوبر 2015 تم انتخاب كارمي فوركاديل وهي جزء من تحالف معًا من أجل نعم رئيسة جديدة لبرلمان كتالونيا.